# Marie Fortuit
Marie Fortuit est une actrice et metteure en scène féministe française.

## Biographie

### Enfance et formation
Adolescente, elle joue dans un club de football amateur et est repérée par le PSG mais elle n'a pas le droit d'y faire carrière,. 
De 2003 à 2005, elle se forme au sein d'« Un Cours Alternatif » dirigé par Armel Veilhan, puis à Ange Magnetic Théâtre, et dans des stages auprès de Jean Le Scouarnec, Marcel Bozonnet, Nabih Amarouih et Pascale Breton.
Licenciée d’art du spectacle, elle a également une pratique de la musique et du chant. 

### Carrière
D'abord comédienne, elle joue dans de nombreuses pièces au théâtre sous la direction d’Armel Veilhan, Odile Mallet, Marie Normand, Licino Da Silva, Serge Gaborieau, Erika Vandelet ou encore Milka Assaf, notamment dans Comme il vous plaira de William Shakespeare, Une scène jouée dans la mémoire de Charlotte Delbo, Sonate d’Automne d'Ingmar Bergman, Ma vie en boîte - spectacle sous chapiteau -, Les Bonnes de Jean Genet, Deux frères de Fausto Paravidino, etc..
Parallèlement, en 2009, elle crée, avec Nicolas Joseph, Cabaret à Lou, un cabaret poétique et musical autour de Louis Aragon et de Guillaume Apollinaire. 
Elle fait également partie de la compagnie Théâtre A, dirigée par le comédien Armel Veilhan. Elle crée en 2011 « Les boîtes à outils du lundi » au sein du Théâtre A. Dans ce cadre, avec Joseph Danan, elle dirige la même année une mise en espace de sa pièce La pièce dont vous êtes le héros. Elle décide ensuite de monter Nothing hurts, sa première mise en scène.
En 2016, elle est assistante à la mise en scène de la pièce Un amour impossible, tirée du roman de Christine Angot, adaptée par cette dernière, mise en scène par Célie Pauthe et interprétée par Bulle Ogier et Maria de Medeiros.
En 2018, elle réalise une résidence à Port-Louis durant laquelle elle prépare une pièce d’une quarantaine de minutes avec Louise Belmas, qu’elle présente en septembre 2018 à Tunis, dans le cadre de la quatrième édition du Festival international d’art féministe Chouftouhonna. Elle joue également dans cette pièce qui raconte une histoire d’amour entre deux femmes durant la Coupe du monde de football. La même année, elle joue dans la pièce de Rébecca Chaillon, Où la chèvre est attachée, il faut qu’elle broute, sur le football féminin et ses problématiques.
En 2019, elle met en scène Le pont du Nord, dans laquelle elle joue également, qui est une création du Centre Dramatique National Besancon Franche-Comté. La pièce raconte les retrouvailles entre Octave et sa sœur Adèle, séparés après un drame familial mais également l'histoire d'amour entre Adèle et Sonia, une pilote, et les stigmates d'un viol dont la menace est présente tout au long du spectacle,,.
En 2022, elle participe avec le musicien Damien Groleau au festival de Saint-Saulve pour évoquer la vie et les chansons d’Anne Sylvestre.
En 2023, elle met en scène Ombres (Eurydice parle), d'après le roman de Elfriede Jelinek qui a réécrit le mythe d'Orphée en se basant sur une version féministe. « Marie Fortuit en tire un spectacle de toute beauté, baigné d’humour et de mélancolie, qui rend grâce aux ombres de toutes espèces, pourvues qu’elles soient féminines. »,,. La pièce est jouée à la Comédie de Picardie d'Amiens en 2024. Marie Fortuit s'inspire également de Céline Sciamma, réalisatrice du Portrait de la jeune fille en feu, racontant l'histoire d'amour entre deux femmes au XVIIIe siècle et faisant référence au mythe d'Orphée, ainsi que Mathilde Forget à qui elle demande d'écrire les chansons chantées par le personnage d'Eurydice sur scène,. Elle obtient le Prix Jean-Jacques-Lerrant (révélation théâtrale de l’année) 2023.
La même année, elle met en scène et joue dans La vie en vrai (avec Anne Sylvestre) avec la musicienne Lucie Sansen. Le spectacle est notamment joué dans le cadre du festival Off d’Avignon 2023 et rend hommage à Anne Sylvestre en mélangeant chansons et fragments de vie de la chanteuse,,,,.
En 2024, le Théâtre de la Ville jouera son spectacle sur Violette Leduc : Thérèse et Isabelle.

## Théâtre

### Mise en scène
- Thérèse et Isabelle (2024)
- La vie en vrai (avec Anne Sylvestre) (2023)
- Le pont du Nord (2019)
- Nothing hurts (2011)